# Таохи
Таохи (др.-греч. Τάοχοι; }) — одно из древних  племен, населяли северную часть Армянского нагорья.  Их страна граничила с территорией стрелов и фазов страны сталей и фазанов. Область и местные племена таохи описана в «Анабазисе» Ксенофонта, в IV веке до н. э. проходившего через эту землю с 10 тысячами греков. На основании этих сведений, согласно Р. Эдвардса, таохи (вероятно, доклассические «даиаени»), получившие свое картвельское название от области на северном склоне верхнего Олту-Сую (средневековое Таоскари), наверняка, жили в долинах Олту, Нарман и Тортум.
Проходя через их земли, Ксенофонт столкнулся с враждебностью. Он описал этих людей как смелых, отважных и готовых пожертвовать собой настолько, что после поражения в битве таохи совершали массовое самоубийство вместе с женами и детьми, бросаясь с утесов, чтобы не попасть в рабство:

Затем разыгралась ужасающая сцена: женщины бросали своих маленьких детей с утесов и сами бросались вслед за ними, и мужчины поступали так же. Среди этой картины ужаса Анейя из Стимфала, полковник, увидев мужчину, который был одет в хорошее одеяние и бежал броситься с утеса, схватил его, чтобы остановить его; но мужчина увлек Анейя за собой, и оба упали с утеса и погибли. В этой крепости было захвачено всего несколько человек, но ими был завоеван большой скот и множество ослов и овец— Анабазис IV.vii.13-14
В 1928 году русский ботаник Ю. Н. Воронов опубликовал и описал ирис под названием «ирис таохия» во «Флоре Кавказа».